# Черноврата плюеща кобра
Черновратите плюещи кобри (Naja nigricollis) са вид влечуги от семейство Аспидови (Elapidae).
Разпространени са в голяма част от Субсахарска Африка.
Таксонът е описан за пръв път от американския зоолог Едуард Хелоуел през 1857 година.

## Подвидове
- Naja nigricollis nigricincta
- Naja nigricollis nigricollis
- Naja nigricollis woodi